# 케플러-70b

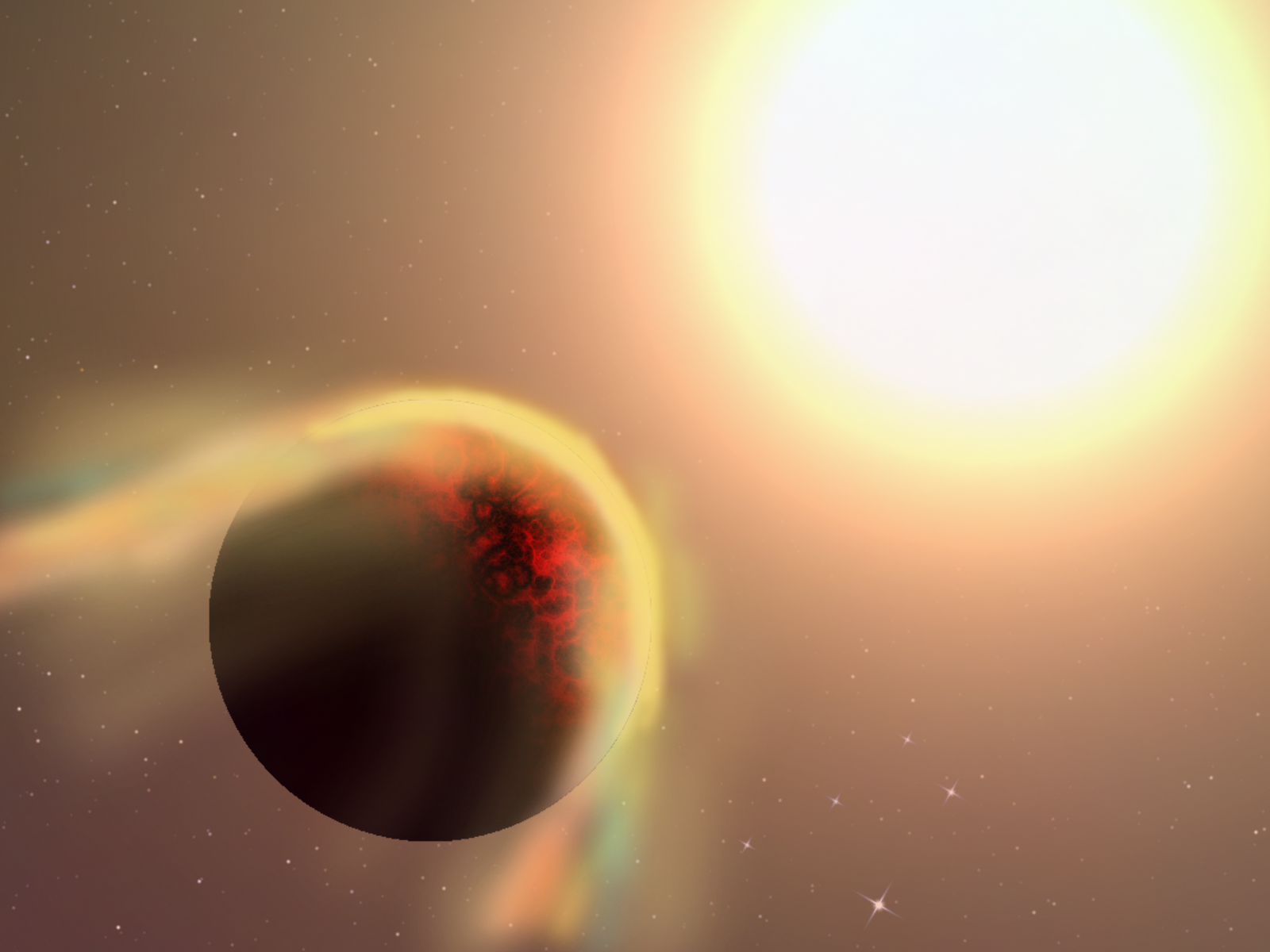
케플러-70b

케플러-70b(Kepler-70b)는 백조자리에 존재하는 외계 행성이다. 2019년에 새로이 발견된 행성이다.

## 설명
케플러-70b는 지구에서 약 3,600광년 떨어진 곳에 위치하고 있으며 현재는 B형 준왜성으로 진화한 케플러-70을 공전하고 있는 외계 행성이다. 이 행성은 현재까지 사람에게 발견된 행성들 중에서 가장 뜨거운 행성으로 행성의 온도가 무려 약 7389도 로 매우 높으며 이는 우리 태양계의 유일한 항성인 태양보다도 온도가 높은 온도가 되고 초고온 목성으로 알려진 KELT-9b보다도 더욱 뜨거운 온도를 가진 행성이 된다. 과거 이행성에는 미생물과 같은 생명체들이 존재했을지도 모르지만 모항성인 케플러-70이 적색거성으로 팽창했을 때 모항성의 대기권 안으로 행성이 빨려들어가면서 미생물과 같은 생명체들이 모두 소멸됐을 것으로 보이며 이로 인해 현재엔 생명체가 존재하지않는 행성이 된다. 캐플러-70b는 원래 목성과 같은 가스 행성이였으나 모항성에 의하여 물질과 대기가 모두 파괴되면서 암석으로 이뤄진 그을린 핵들만 남아 크소니언 행성이 되었기 때문에 온도가 매우 높다. 이행성은 대기가 존재하지않으며 모항성과 매우 가까운 위치에 있는 데다가 그을려서 용암으로 녹아있는 암석을 제외한 모든 물질들이 기화되어 고체나 액체 형태의 물질이 존재하지않고 기체로 존재하게 된다. 케플러-70b는 100만년 이내에 우주의 먼지로 돌아가 소멸될 것으로 보이는 행성이며 뜨거운 지구로 분류되는 행성이 된다.

## 같이 보기
- 외계행성
- 크소니언 행성
- 뜨거운 지구
- 천문학